# Point médian
Cette page contient des caractères spéciaux ou non latins. S’ils s’affichent mal (▯, ?, etc.), consultez la page d’aide Unicode.
Ne doit pas être confondu avec Point élevé.
Le point médian ou point milieu (« · ») est un signe typographique semblable au point mais placé au-dessus de la ligne de base. Les usages les plus anciens remontent à l’épigraphie : il a servi, dans nombre d'écritures antiques, à séparer les mots. En latin et en grec, son utilisation, bien que fréquente, n’a jamais été systématique, et on a le plus souvent cantonné ce point séparateur de mots aux inscriptions en capitales. Voici un exemple :
ΝΙΨΟΝ·ΑΝΟΜΗΜΑΤΑ·ΜΗ·ΜΟΝΑΝ·ΟΨΙΝ
(en grec : « lave tes péchés non seulement le visage », palindrome que l’on peut rencontrer sur des fonts baptismaux).
Il a été détrôné par l’espace (le point médian séparateur n’ayant pas été conservé dans les écritures manuscrites puis imprimées occidentales et moyen-orientales), maintenant systématique dans toutes les langues à écriture dérivée du phénicien, c'est-à-dire autant l’alphabet grec et sa descendance (alphabet latin, cyrillique, etc.) que les abjads sémitiques (alphabet arabe, hébreu, etc.), et ce dans tous les types d’écrits.
Le point médian sert aussi de diacritique dans les orthographes actuelles du catalan et de l’occitan, ou dans certaines romanisations BGN/PCGN d’autres systèmes d’écriture que l’alphabet latin. On le nomme en catalan punt volat (« point élevé », littéralement « envolé ») et en occitan punt interior ou ponch interior (« point intérieur »). Dans d’autres langues, il sert de signe de ponctuation ou de signe typographique. Enfin, on l’utilise en mathématiques.
Le point médian est parfois confondu avec la puce, plus épaisse, ou avec l'opérateur mathématique point.
Il est utilisé dans une des formes d'écriture inclusive utilisée en français pour insérer les formes féminine, masculine voire plurielle d'un même terme, sans avoir à recourir à des doublets, ainsi que pour les formes non binaires d'un terme[pas clair].

## Utilisation dans les langues anciennes

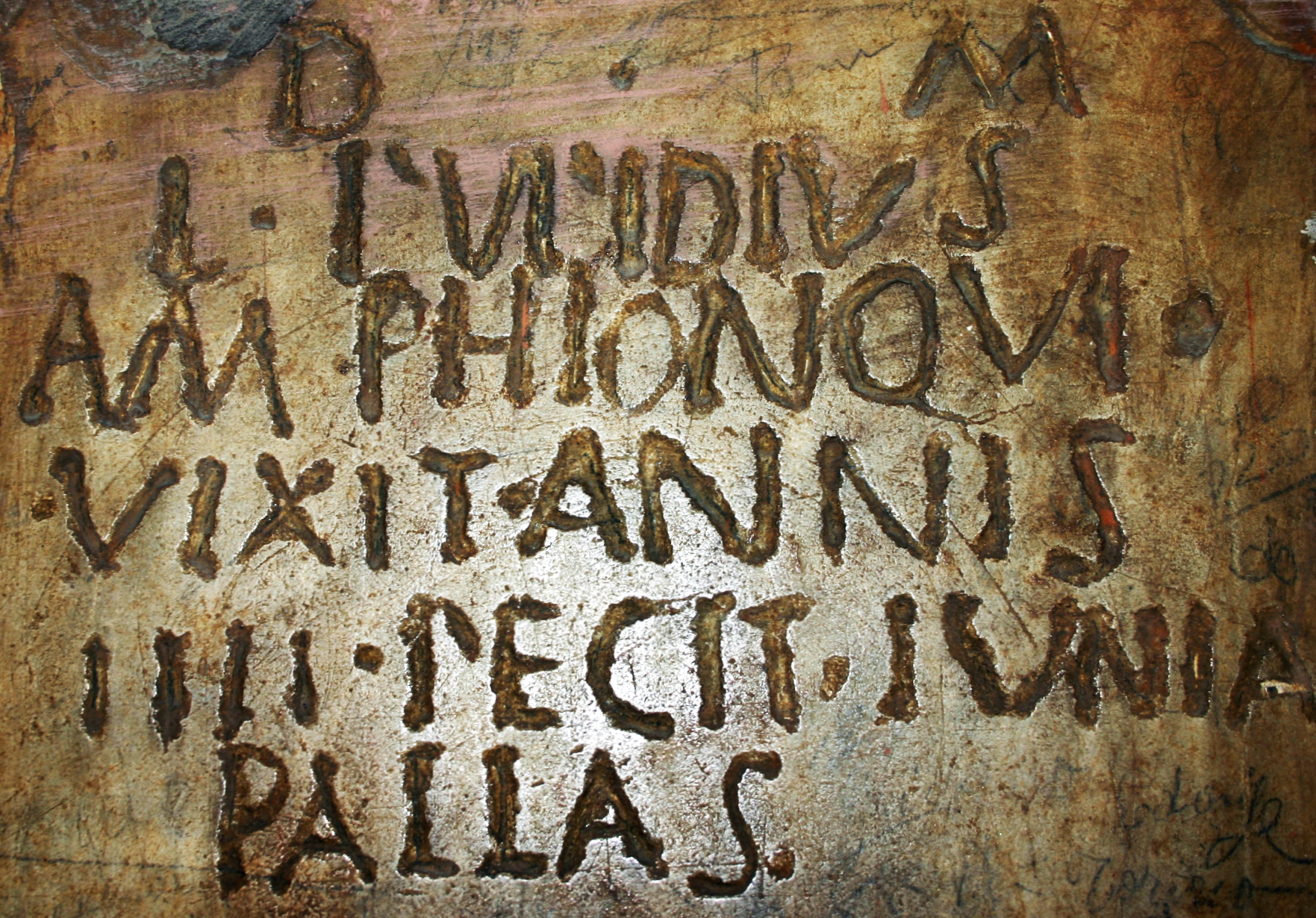
Écriture romane (basilique San Silvestro in Capite, ca. 1. Jh. n. Chr.).

En grec ancien et moderne, l'ano teleia (littéralement « point haut »), signe de ponctuation similaire au point-virgule, s'écrit parfois à l'aide du point médian. Il s'agit là d'un abus, car l'ano teleia doit s'écrire plus haut sur la ligne que le point médian.

## Utilisation en catalan

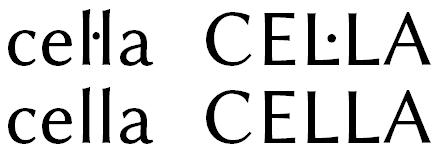
Usage du point médian dans le « L jumelé », en catalan

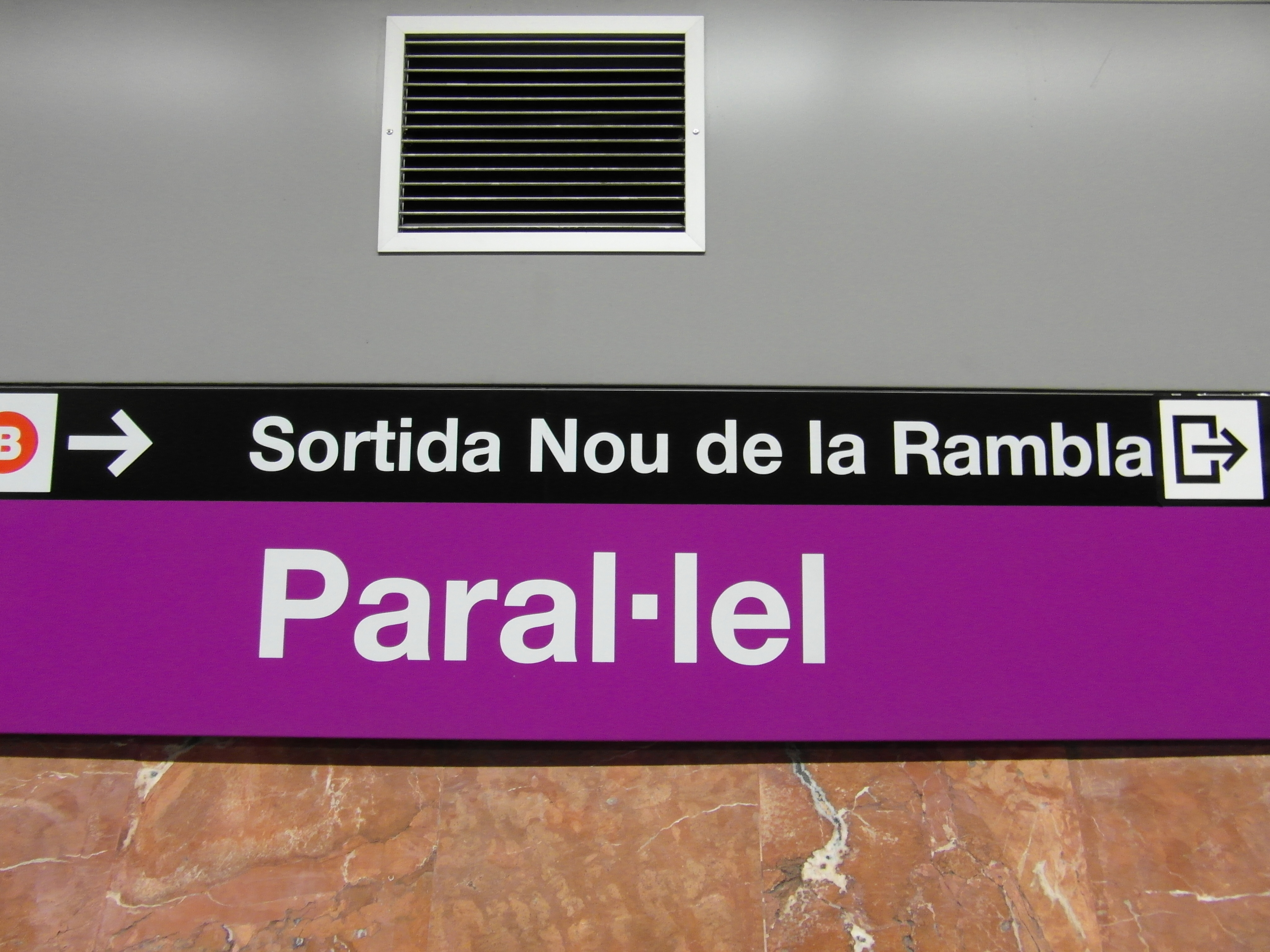
La station Paral·lel à Barcelone.

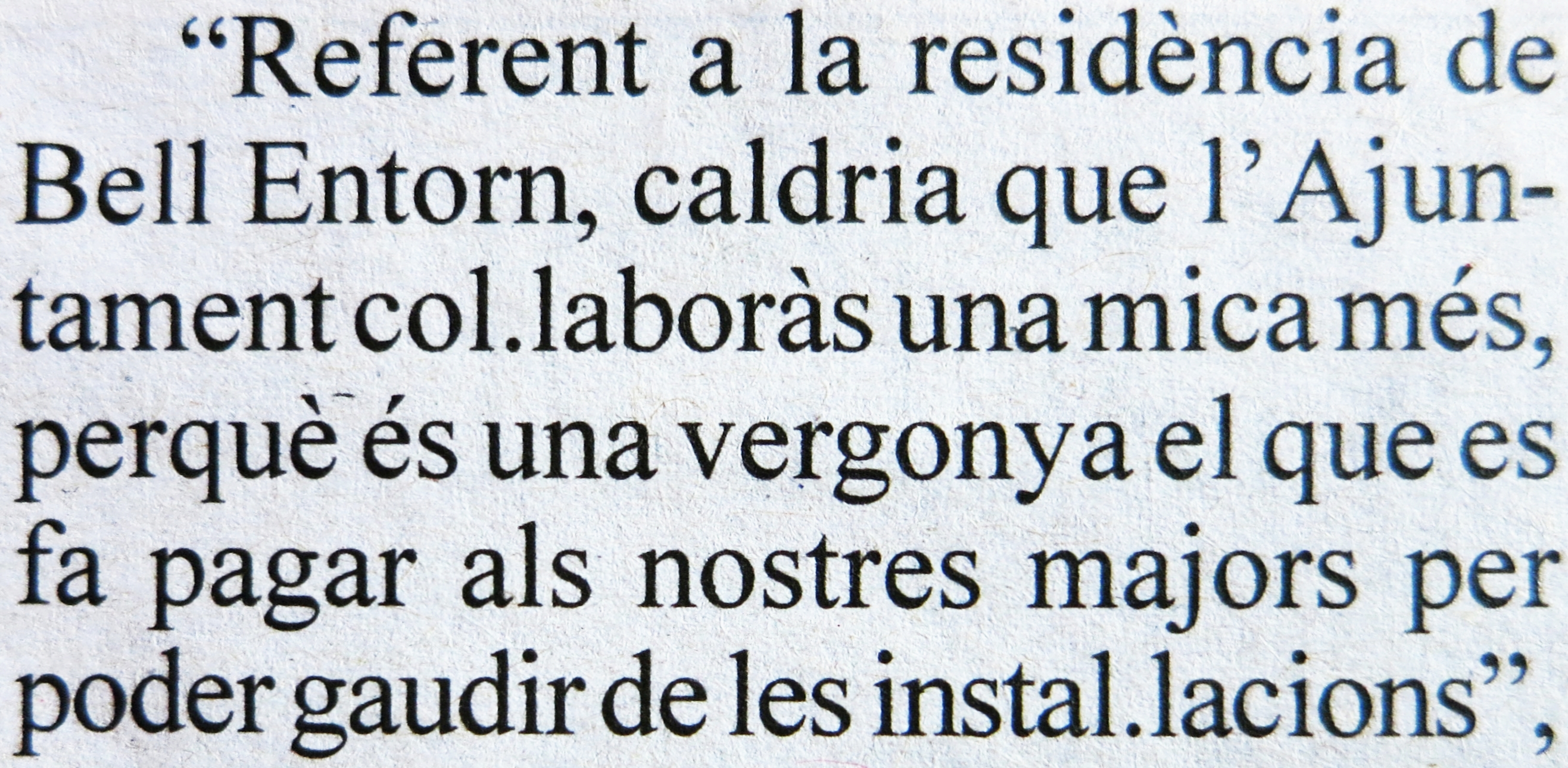
Notation du point médian n'utilisant pas le point médian.

Le point médian (appelé punt volat en catalan) se place exclusivement entre deux ‹ l › ou deux ‹ L › en capitales, pour obtenir le digramme modifié ‹ l·l › ou ‹ L·L › en capitales (les formes utilisant le caractère obsolète ‹ Ŀ › sont : ‹ ŀl › ou ‹ ĿL ›). On peut ainsi opposer deux digrammes (les transcriptions entre crochets suivent les usages de l’alphabet phonétique international) :
- ‹ ll › vaut le plus souvent [ʎ] (/l/ palatalisé ou « mouillé » comme en ancien français dans famille, en italien dans famiglia ou en occitan dans familha), comme en castillan ; ‹ ll › (dit ela dobla /ˈɛlə ˈdɔbːlə/) se rencontre à n’importe quel emplacement dans le mot. Par exemple : llibre /ˈʎiβrə/ « (un) livre », illa /ˈiʎə/ « île » ou encore ell /eʎ/ « il ». Ce digramme n’est plus considéré comme une lettre indépendante dans le classement alphabétique ;
- ‹ l·l › vaut [lː] (/l/ géminé ou long, souvent réduit à [l] dans la langue courante). Ce digramme (dit ela geminada /ˈelə ʒəmiˈnað̞ə/) est toujours en position intervocalique, et on ne peut donc le rencontrer ni en début ni en fin de mot : ‹ el·líptic › ou ‹ EL·LÍPTIC › /əlˈliptik/ « elliptique ». Il ne forme pas non plus une lettre indépendante et on le classe dans l’alphabet après le digramme ‹ ll ›. De tels /l/ géminés se rencontrent surtout dans des mots savants (construits à partir d’un préfixe terminé par un -l suivi d’un radical commençant par l-, par exemple : ‹ col·legi › ou dans les emprunts ‹ paral·lel ›. Il sert aussi à conserver le son [l] à la fin des mots lorsque ceux-ci prennent la marque du féminin singulier ou du féminin pluriel. Par exemple : ‹ tranquil ›, ‹ tranquil·la ›, ‹ tranquil·les ›.

En catalan, les deux l séparés par un point médian appartiennent à deux syllabes différentes ; aussi le point médian doit-il être remplacé par un trait d’union en cas de césure, :
síl·laba
deviendra
síl-
laba.
Le point médian doit se noter aussi en capitales : SÍL·LABA.
Il est parfois remplacé par un point bas, voire un trait d’union : *síl.laba, *síl-laba. Cet usage est considéré comme incorrect,.

## Utilisation en sarde
En langue sarde, le point médian est utilisé pour séparer le verbe du pronom personnel clitique postposé au verbe, par exemple registra·ti (« inscris-toi »), agiuda·nos (« aide-nous »).
Dans le cas de particules pronominales non accentuées postposées au verbe, pour des raisons didactiques (pour faciliter l'identification des parties constitutives de la phrase et donc l'analyse de celle-ci), la séparation est préférée à l'agglutination, ainsi : giughide·bi·nche·lu, leade·bos·nche·lu, etc. Cette solution concilie le critère du maintien d'une forme unique des mots, quelles que soient les lois de la phono-syntaxe, avec le lien étroit qu'ils ont avec le verbe. Le point médian a été préféré (ce qui réduit les distances et donne l'idée d'une plus grande liaison) au tiret, de préférence utilisé pour les mots composés. Dans l'hypothèse où ces mêmes particules seraient placées avant le verbe, elles doivent être détachées : bi nche lu giughides, bos nche lu leades, bos lu leo, mi lu dant.

## Utilisation en occitan gascon
En occitan, le point médian (appelé punt interior) n’est utilisé que dans le dialecte gascon,.
Il s’utilise entre les lettres ‹ n › et ‹ h ›, ou ‹ s › et ‹ h ›, pour faire les digrammes ‹ n·h › et ‹ s·h › (en majuscules ‹ N·h › et ‹ S·h ›),.
On peut ainsi opposer quatre digrammes deux à deux (les transcriptions entre crochets suivent les usages de l’alphabet phonétique international) :
- ‹ nh ›, en occitan, forme le son [ɲ] (comme le ‹ gn › français dans châtaigne ou la ‹ ñ › espagnole dans España, ou encore le ‹ nh › portugais ou le ‹ ny › catalan), sauf en position finale (à l’exception du gascon où il garde la même prononciation) où il est prononcé [n]. Exemple : castanha /kasˈtaɲɔ/.
- ‹ n·h ›, en occitan gascon, est prononcé comme deux lettres distinctes, soit [n.h] (soit un ‹ n › français suivi d’un ‹ h › anglais comme dans to have) mais à ne pas confondre avec [nʰ] qui est un « n aspiré ». Ici, le ‹ n › et le ‹ h › sont prononcés séparément (deux syllabes différentes), car en gascon plusieurs ‹ f › latins se sont transformés en ‹ h › (expliquant son utilisation dans le dialecte gascon, mais pas dans les autres dialectes occitans) donc le ‹ h › a la valeur d’un ‹ f ›. Exemple : in·hèrn /in.ˈhɛɾ/ (dans les autres dialectes occitan infèrn /inˈfɛɾ/).
- ‹ sh ›, en occitan, est prononcé [ʃ] (comme le ‹ ch › français dans chemin ou le ‹ sh › anglais dans shy). Exemple : floreish /fluˈɾejʃ/.
- ‹ s·h ›, en occitan gascon, est prononcé [s.h] (soit comme un ‹ s › français dans poisson suivi d’un ‹ h › anglais dans to have mais à ne pas confondre avec le [sʰ] qui est un « s aspiré ». Ici le ‹ s › et le ‹ h › sont prononcés séparément (deux syllabes différentes), car en gascon plusieurs ‹ f › latin se sont transformés en ‹ h › (expliquant son utilisation dans le dialecte gascon, mais pas dans les autres dialectes occitans) donc le ‹ h › a la valeur d’un ‹ f ›. Exemple : des·har /des.ˈha/ (dans les autres dialectes desfar /desˈfa/ ou /desˈfaɾ/ en vivaro-alpin de l’est).

Contrairement au digramme ‹ l·l › catalan qui avait anciennement un seul caractère ‹ ŀ › pour sa première partie, il n’y a pas de caractères Unicode uniques faits pour le ‹ n· › et le ‹ s· ›, ceux-ci doivent donc être composés avec le caractère point médian ‹ · › (U+00B7), comme il est recommandé pour le ‹ l· › catalan depuis la révision 5.0 d’Unicode.

## Utilisation en franco-provençal
En franco-provençal, le point médian sert à faire la distinction entre plusieurs digrammes dans l’Orthographe de référence B :
- ‹ ch· › représente le son [ʃ] (« ch » français ou « sh » anglais) alors que ‹ ch › représente le son [t͡ʃ] (tch français, ch anglais) ;
- ‹ j· › représente le son [ʒ] (j français) alors que ‹ j › représente le son [d͡z] (dz français) ;
- ‹ g· › et ‹ g ›, qui ont devant les voyelles e et i la même valeur que ‹ j· › et ‹ j ›.

Remarque : le point médian en franco-provençal sert à marquer une consonne fricative là où la consonne sans point médian marque une consonne affriquée.

## Utilisation en gallo
En gallo, le point médian est utilisé dans les graphies MOGA dans quatre cas :
- il existe trois graphèmes (‹ ·l ›, ‹ ·n › et ‹ ·r ›) usant du point médian (exemples : Rein·n pour « Rennes » ou B·rtingn pour « Bretagne ») ;
- un point médian peut être placé avant la première lettre d’un mot commençant par une voyelle dès lors que le mot précédent se termine par une voyelle, il a alors la même fonction que le h aspiré en français (exemple : le ·achouer pour « le hachoir ») ;
- de la même manière, un point médian à l’intérieur d’un mot entre deux voyelles permet un hiatus ;
- et enfin systématiquement à l’intérieur d’un mot entre une voyelle nasale et semi-voyelle (exemple : Lan·yeû pour « Langueux »).

## Utilisation dans l’écriture inclusive en français

### Usage et prononciation
Les tenants de l'écriture inclusive l'utilisent en français pour insérer les formes féminine, masculine et parfois plurielle, bien que cela soit discuté, d'un même terme. Ce phénomène est appelé « double flexion partielle ». L'expression « les salariés et les salariées » s'écrit alors de façon raccourcie « les salarié·e·s » ou avec un seul point par mot, « les salarié·es », car certains chercheurs affirment qu'il n'est pas nécessaire de redoubler le signe avant la marque du pluriel. Le trait d’union est aussi utilisé de la même façon. Le point médian présente l’avantage de prendre un peu moins d’espace que le trait d'union et de ne pas diviser les mots en fin de ligne. Cependant il n'est pas aisément disponible dans tous les agencements de clavier,.
Il est aussi utilisé de manière inaccoutumée[réf. nécessaire] pour indiquer la présence de filles, de garçons et de personnes ne s'identifiant pas à la dichotomie binaire du genre ou d’hommes, de femmes et de personnes non binaires dans l’énonciation. Exemple : « Des élèves appliqué·es ».
Il permet la simultanéité de l’alternance des suffixes féminin et masculin à l’écrit : « Un·e directeur·rice », qui peut être énoncé à l’oral par « un directeur ou une directrice ».

### Critiques du point médian inclusif

#### France
Pour l'Académie française, l'écriture inclusive, par « la multiplication des marques orthographiques et syntaxiques qu’elle induit », place la langue française « en péril mortel ». 
L'usage du point médian dans l'écriture inclusive est rejeté dans les textes officiels : « les pratiques rédactionnelles et typographiques visant à substituer à l'emploi du masculin, lorsqu'il est utilisé dans un sens générique, une graphie faisant ressortir l'existence d'une forme féminine » sont proscrites dans la rédaction des textes publiés au Journal officiel de la République française et par une circulaire du 21 novembre 2017. 
Le guide pratique du Haut Conseil à l'égalité entre les femmes et les hommes (HCEFH) Pour une communication publique sans stéréotype de sexe, dans son édition de 2022, recommande de « décliner les noms et les adjectifs », mais permet d'utiliser le point médian pour les abréviations, sous trois conditions. 
Pour sa part, le secrétariat d’État chargé de l’Égalité renvoie au Manuel d'écriture inclusive, qui préfère le point médian.

#### Suisse
La Chancellerie fédérale publie en 2021 une directive interdisant « les pratiques d’écriture alternatives (astérisque, point médian, trait d’union, doublets, abrégés, etc.) » pour les textes officiels (en juin pour l'allemand et en novembre pour le français), estimant « que ces procédés expérimentaux ne permettent pas d'atteindre l'objectif de visibilité visé ni d'inclure sans exclure », qu'ils « sont difficiles à décoder, creusent l'écart entre la langue orale et la langue écrite et créent des formes inexistantes » et qu'ils « s'apparentent à un manifeste politique ». 
L'administration du canton de Vaud recommande pour sa part le recours au point médian et de ne pas utiliser les parenthèses, la barre oblique ou le trait d’union, et à condition de l'utiliser avec parcimonie.

#### Personnes malvoyantes et dyslexiques
La Fédération des aveugles et amblyopes de France (FAF) s'oppose en novembre 2017 à l'écriture inclusive au motif que l'usage du point rendrait les textes illisibles pour les dyslexiques et surtout pour les aveugles,. C'est le cas avec le point bas, mais selon Access42, des tests de restitution de lecteurs d’écran montrent que le point médian est « l’option la plus convaincante » en matière d’abréviation, tout en rappelant que la forme étendue est préférable pour que tout le monde comprenne le texte. 
En décembre 2020, le Réseau d'études handi-féministes (REHF) a publié une tribune dénonçant la récupération de l’accessibilité et des luttes contre le validisme par des détracteurs de l’écriture inclusive. La tribune répond aussi au communiqué du FAF, lui reprochant un « mépris pour l’écriture inclusive » qui ignore « toute une littérature scientifique sur la question ». Le REHF appelle aussi les développeurs et éditeurs de logiciels de lecture d'écran à adapter leurs produits à cet usage du point médian, et note par ailleurs que les graphies utilisant le trait d’union ou les points sont déjà pris en charge par ces logiciels,,.

### Utilisation sur Wikipédia francophone
Sur Wikipédia francophone, plusieurs décisions communautaires ont été prises, le débat restant cependant ouvert.

## Langues amérindiennes
Le point médian est utilisé pour indiquer la longueur de la voyelle qu’il précède dans l’écriture de quelques langues amérindiennes comme en kutenai,, en oneida, en onondaga, en tuscarora et en zapotèque de la Sierra de Juárez. Il est aussi utilisé dans certaines variantes de l’alphabet phonétique américaniste comme dans la transcription de l’alsea.
Il est aussi parfois utilisé dans l’orthographe halkomelem après une voyelle pour indiquer une voyelle longue, notamment par les Tsawwassen ou les Katzie, au lieu des deux-points de l’orthographe halkomelem utilisée par d’autres communautés comme les Musqueam.

## Autres usages linguistiques

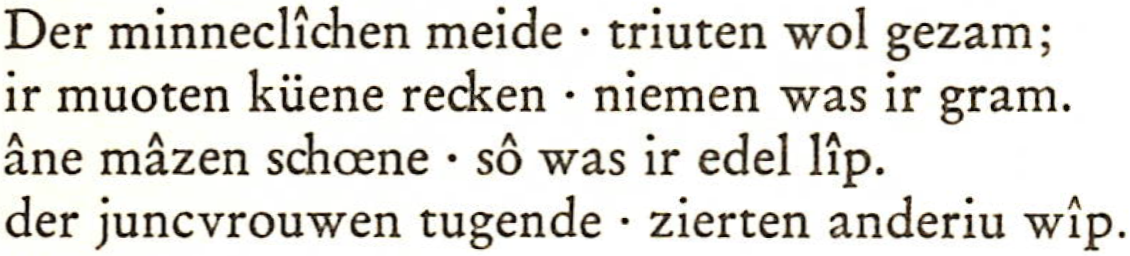
Dans la Chanson des Nibelungen, le point médian peut être utilisé pour mettre en évidence la structure dans les densités, par exemple, pour séparer les anvers et les abvers des strophes.
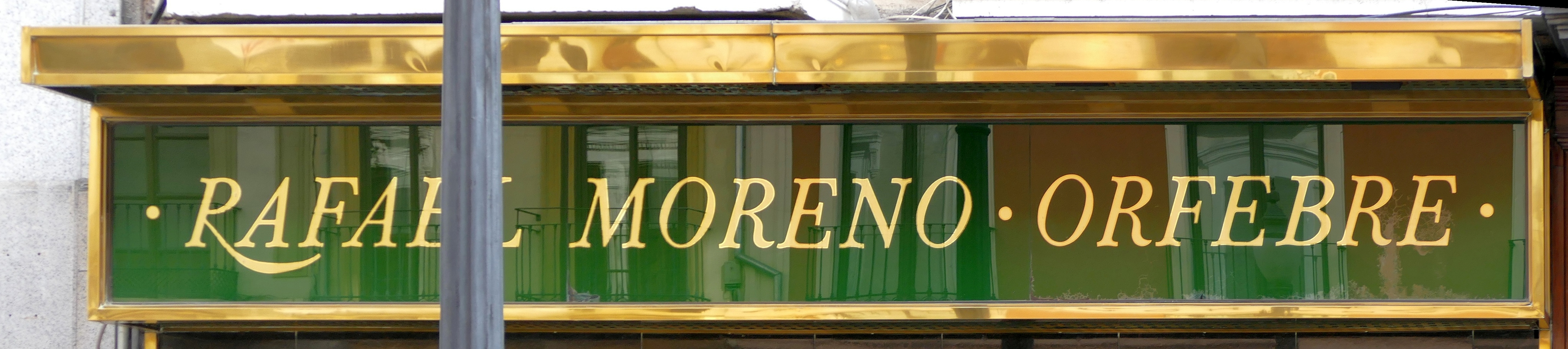
Enseigne d'un magasin, à Grenade (Espagne).
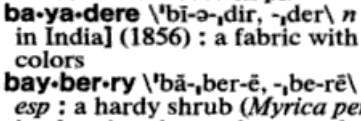
Le point de coupure de mot ‹ ‧ › (similaire au point médian) utilisé dans un dictionnaire américain, pour noter la séparation des syllabes, 2003[34].

Le point central est parfois employé pour séparer les éléments d'une suite de mots ou d'expressions (au lieu de ponctuations ou conjonctions). Par exemple, les informations d'adresse affichées sur une ligne peuvent être structurées de cette façon :
Erika Mustermann · Mustergasse 67 · 12345 Musterstadt
Dans le matériel promotionnel, les enseignes de magasin, etc., une telle ligne peut également être encadrée par des points centraux. Dans de tels contextes, les signes de bijoux accrocheurs ou appropriés peuvent être utilisés au lieu du point.
Le linguiste Otto Jespersen utilise le point médian dans certains ouvrages d’abord pour indiquer l’accent tonique, et ensuite pour indiquer la longueur de voyelle comme notamment dans la transcription Dania de 1890.

## Point médian non diacritique
Il s'utilise dans d'autres langues, mais pas comme diacritique. C'est alors une ponctuation que l'on rencontre en grec (manuscrit puis typographié) ou en géorgien. En grec, on utilise le point médian (·) pour séparer deux parties de phrase, là où en français ou en anglais on met un point-virgule ou deux-points. En géorgien, le point médian sert de virgule, pour séparer des parties de phrase[réf. souhaitée]. En épigraphie occidentale, le point médian a pu servir de séparateur de mots : c'est le cas dans l'alphabet runique. En gotique, il sert, dans la numération, à isoler les lettres utilisées comme nombres.
Dans les langues à écriture chinoise, comme le mandarin, ou à écritures dérivées, comme le japonais avec ses kanji et ses kana, le point médian est un artifice typographique sans lien avec la prononciation servant à séparer des mots étrangers (entre autres emplois possibles) :
- mandarin (on l'y nomme 間隔號 jiàngéhào) : entre un prénom et un patronyme étrangers (qu'on écrit dans l'ordre occidental et non oriental) → 威廉·莎士比亞 Wēilián Shāshìbǐyà (transcriptions en pinyin) ;
- japonais : on utilise le point médian pour séparer les mots d'une phrase en langue étrangère écrits en katakana.

### Utilisation en sinologie
Dans l’étude de plusieurs langues d’Asie de l’Est, ou dans l’écriture de certaines de ces langues, le point médian ‹ · › ou le point sinologique ‹ ꞏ › est utilisé pour transcrire le coup de glotte [ʔ]. Par exemple, dans la translitération du phagpa ou la transcription du tangut dans le dictionnaire de Li Fanwen. Le coup de glotte est aussi transcrit, dans l’orthographe du garo (une langue sino-tibétainne d’Inde et du Bangladesh), avec le point médian ou, autre possibilité, avec l’apostrophe,.

### Utilisation en mathématiques

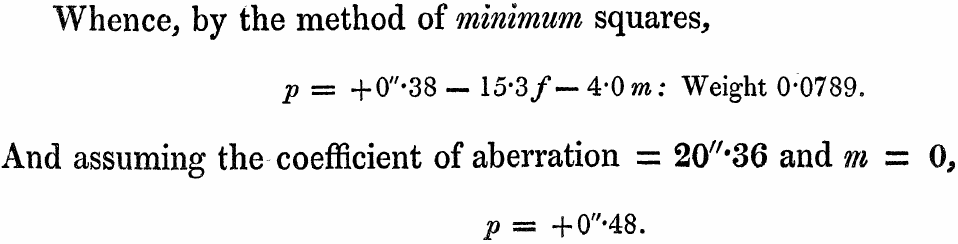
Point médian dans un texte anglais de 1839.

Le point, en mathématiques, sert de signe de multiplication. Or, dans la convention anglo-saxonne, le point sert aussi de séparateur décimal. Il est donc de convention, dans les ouvrages utilisant le point comme séparateur décimal[réf. souhaitée], d'utiliser le point médian comme signe de multiplication explicite ; par exemple :
- point comme séparateur décimal : 5.1⋅2 = 10.2
- virgule comme séparateur décimal : 5,1⋅2 = 10,2

Il est parfois utilisé, au moins dans certaines publications anglophones comme dans le Handbook of the Birds of the World, comme séparateur décimal.
L’opérateur point peut aussi être utilisé pour matérialiser une action de groupes ou un produit dans une algèbre ou dans un groupe.

### Utilisation en chimie
En chimie, le point médian s'utilise pour séparer les parties de composés d'addition, comme le sulfate de cuivre (ou cuivrique) pentahydraté : CuSO4 · 5 H2O.
Il est utilisé aussi dans les unités comme séparateur. Exemple : mol · dm−3 . Normalement, il est encadré par deux espaces insécables.

## Codage informatique
Le point médian catalan et géorgien est normalement codé avec le point médian typographique (·), dont le point de code Unicode est U+00B7 :
- UTF-8 : 0xC2 0xB7 ;
- UTF-8 octal : \302\267 ;
- entité HTML : &middot; ;
- entité HTML décimale : &#183;.

Il existe un l pointé précomposé pour des raisons historiques, mais celui-ci est obsolète, U+00B7 est recommandé, :
- Capitale Ŀ (U+013F) :
  - UTF-8 : 0xC4 0xBF ;
  - UTF-8 octal : \304\277 ;
  - Entité HTML décimale : &#319;.
- Minuscule ŀ (U+0140) :
  - UTF-8 : 0xC5 0x80 ;
  - UTF-8 octal : \305\200 ;
  - Entité HTML décimale : &#320;.

Le point médian grec peut être codé par U+0387 mais U+00B7, le médian typographique (·), reste préférable et le remplace automatiquement lors de normalisation Unicode :
- UTF-8 : 0xCE 0x87 ;
- UTF-8 octal : \316\207 ;
- entité HTML décimale : &#903;.

Le point médian séparateur de mots peut être codé par U+00B7 mais U+2E31 (⸱) est aussi disponible.
Le point sinologique, utilisé comme lettre pour la translitteration du phagpa ou la transcription du coup de glotte du tangut peut être représenté par U+A78F (ꞏ).
Point chinois (．) U+FF0E (qui est en fait un point à pleine largeur mais n'est pas forcément défini par son caractère médian) :
- UTF-8 : 0xEF 0xBC 0x8E ;
- UTF-8 octal : \357\274\216 ;
- entité HTML décimale : &#65294;.

Point médian katakana (japonais) «・» U+30FB (pleine largeur) :
- UTF-8 : 0xE3 0x83 0xBB ;
- UTF-8 octal : \343\203\273 ;
- entité HTML décimale : &#12539;.

Ponctuation simple runique (᛫) U+16EB :
- entité HTML décimale : &#5867;.

Opérateur point (pour la multiplication) (⋅) U+22C5 :
- UTF-8 : 0xE2 0x8B 0x85 ;
- UTF-8 octal : \342\213\205 ;
- entité HTML : &sdot; (scalar dot) ;
- entité HTML décimale : &#8901;.

En LaTeX, le point médian peut s'obtenir avec \textperiodcentered ; dans l'environnement mathématiques ($…$ ou \[…\]) par la commande \cdot. Dans le même environnement, on peut utiliser des points de suspension médians, utiles par exemple dans le cas de matrices, avec la commande \cdots. On peut également saisir la ela geminada à l'aide de la macro \lgem, en ayant au préalable chargé l'extension Babel avec l'option catalan : \usepackage[catalan]{babel}.

## Saisie au clavier
Sur GNU/Linux (en italique, les agencements produisant l'opérateur point) :
- AltGr + ⇧ Maj + ; : fr(oss) – Français (variante) ; fr(oss_latin9) – Français (variante, Latin-9 uniquement) ; fr(oss_nodeadkeys) – Français (variante, sans touche morte) ; fr(mac) – Français (Macintosh) ; fr(oci) – Occitan ; be(oss) – Belge (variante) ; be(oss_latin9) – Belge (variante, Latin-9 uniquement) ;
- AltGr + ⇧ Maj + & : fr(latin9) – Français (obsolète, variante) ; fr(latin9_nodeadkeys) – Français (obsolète, variante, sans touche morte) ;
- AltGr + : : fr – Français ; fr(nodeadkeys) – Français (sans touche morte) ; fr(afnor) – Français (AZERTY, AFNOR) ; be – Belge ; be(iso-alternate) – Belge (ISO, variante) ; be(nodeadkeys) – Belge (sans touche morte) ;
- AltGr + . : ch(fr) – Français (Suisse) ; ch(fr_nodeadkeys) – Français (Suisse, sans touche morte) ;
- AltGr + ⇧ Maj + H : ch(fr_mac) – Français (Suisse, Macintosh) ;
- AltGr + ⇧ Maj + . : fr(bepo) – Français (BÉPO) ; fr(bepo_latin9) – Français (BÉPO, Latin-9 uniquement) ; fr(bepo_afnor) – Français (BÉPO, AFNOR) ;
- AltGr + L : fr(oss_latin9) – Français (variante, Latin-9 uniquement) ;
- AltGr + ⇧ Maj + L : fr(oss_latin9) – Français (variante, Latin-9 uniquement) ;
- AltGr + @ : fr(mac) – Français (Macintosh) ;
- AltGr + ⇧ Maj + F : fr(mac) – Français (Macintosh) ;
- ⇧ Maj + * (du pavé numérique) : fr(oss) – Français (variante) ; fr(oss_nodeadkeys) – Français (variante, sans touche morte) ; fr(bepo) – Français (BÉPO) ; fr(afnor) – Français (AZERTY, AFNOR) ; fr(bre) – Breton (France) ; fr(oci) – Occitan ; ch(fr) – Français (Suisse) ; ch(fr_mac) – Français (Suisse, Macintosh) ; be(oss) – Belge (variante) ;
- AltGr + * (du pavé numérique) : fr(oss_latin9) – Français (variante, Latin-9 uniquement) ; fr(bepo_latin9) – Français (BÉPO, Latin-9 uniquement) ; be(oss_latin9) – Belge (variante, Latin-9 uniquement) ;
- avec une touche de composition : Compose.-, Compose.^ ou Compose^..

Sur macOS, on peut obtenir le point médian en appuyant sur les touches suivantes :
- ⌥ alt ou option + ⇧ maj + F avec un agencement de clavier français ou belge ;
- ⌥ alt ou option + ⇧ maj + H avec un agencement de clavier espagnol, canadien multilingue ou suisse français ;
- ⌥ alt ou option + ⇧ maj + 9 avec un agencement de clavier anglais américain, britannique, canadien anglais ou allemand ;
- ⌥ alt ou option + ; ou ⌥ alt + ⇧ maj + Λ avec un agencement de clavier grec ;
- ⌥ alt ou option + 00B7 avec l’agencement de clavier universel (Unicode Hex).

Sur Windows :
- avec une combinaison de touche Alt :
  - Alt + 250 (sur le pavé numérique), le point milieu (·) apparaît en relâchant Alt ;
  - Alt + 0183 (sur le pavé numérique), le point milieu (·) apparaît en relâchant Alt ;
  - 00B7 suivi de Alt + C (ou de Alt + X) dans les applications RichEdit (par exemple WordPad) ;
- ⇧ Maj + 3 avec un agencement de clavier catalan ou espagnol.